# Rhys Carpenter
Rhys Carpenter (Cotuit, 5 agosto 1889 – Devon, 2 gennaio 1980) è stato un archeologo statunitense.

## Biografia
Studiò prima alla Columbia University, poi ad Oxford e ad Atene, dove sarà poi direttore della Scuola americana di studi classici di Atene (tra il 1927 e il 1932 e a partire dal 1946). Fu professore di archeologia classica prima al Bryn Mawr College  (nel 1918), poi, tra il 1939 e il 1940, nell'Accademia americana di Roma. La sua principale attività è stato lo studio dell'arte greca.

## Opere
- The aesthetic basis of Greek art of the fifth and fourth centuries B. C. (1921, nuova edizione rivisitata nel 1959)
- The Greeks in Spain (1925)
- The Sculpture of the Nike Temple Parapei (1929)
- The humanistic value of Archaeology (1933)
- The Defenses of Acrocorinth and the lower Town (1936)
- Folk Tale, Fiction and Saga in the Homeric Epics (1946)
- Greek sculpture (1960)
- Greek art (1962)
- Art and archaeology (in collaborazione con J. S. Ackerman, 1963)
- Discontinuity in Greek civilization, (1966, tradotto in italiano nel 1969)
- Beyond the pillars of Heracles (1966)
- The architects o the Parthenon (1970)